# Емір Шигайбаєв
Емір Шигайбаєв (кирг. Эмир Шигайбаев; нар. 12 серпня 2001) — киргизький футболіст, півзахисник білоруського «Німана».

## Життєпис
Розпочинав займатися футболом в юнацькій команді «Кара-Балта» під керівництвом тренера Олександра Степановича Канцурова. Пізніше виступав в системі турецького клубу «Антальяспор». На дорослому рівні дебютував у складі клубу киргизької Прем'єр-Ліги «Кара-Балта». У лютому 2020 року підписав контракт з білоруським «Німаном». Шигайбаєв замінив у гродненському колективі свого співвітчизника Гулжігіта Аликулова, який раніше непогано проявив себе в ньому. За команду дебютував 24 квітня в матчі проти «Енергетика-БДУ» (3:0). У ньому він на 87-й хвилині замінив Гіоргі Кантарію. Згодом киргиз зіграв за команду ще дві у кубку, але основним гравцем не став і наступного року відправився в оренду на батьківщину у клуб «Нефтчі».
У січні 2022 року вирушив на перегляд до ялтинського «Рубіну», який виступав у чемпіонаті тимчасово окупованого Криму. 1 лютого 2022 року офіційно приєднався до клубу як гравець. Зігравши за команду 9 ігор Прем'єр-ліги, влітку повернувся а батьківщину, де виступав за команди «Талант» та «Алга».

## Виступи за збірні
Вступав за юнацькі збірні Киргизстану до 16 та 19 років, а згодом викликався і до лав олімпійської збірної до 23 років.

## Досягнення
- Кубок Киргизстану
  -  Володар (1): 2021